# Wohlde
Wohlde är en kommun och ort i Kreis Schleswig-Flensburg i förbundslandet Schleswig-Holstein i Tyskland.
Kommunen ingår i kommunalförbundet Amt Kropp-Stapelholm tillsammans med ytterligare 13 kommuner.